# باريش باجي
باريش باجي (من مواليد 27 مايو 1975، قرمان) هو ممثل مسرحي وسينمائي وتلفزيوني تركي. اشتهر بأدائه لشخصية بايجو نويان في المسلسل التلفزيوني قيامة أرطغرل.
تخرج من قسم المسرح من جامعة سلجوق. بعد العمل في مسرح ولاية طرابزون، واصل مسيرته المهنية في مسرح ولاية إسطنبول. لعب دور القائد المغولي بايجو نويان في قيامة أرطغرل. كما شارك في مسلسل ألب أرسلان: السلجوقي العظيم بأدئه لشخصية طغرل بك.

## أعماله

### مسلسلات تلفزيونية
| العمل                         | الشخصية         | العام           |
| ----------------------------- | --------------- | --------------- |
| محمد: سلطان الفتوحات          | بهادير بك       | 2025            |
| فاتح القدس صلاح الدين الأيوبي | رشيد الدين سنان | 2024            |
| ألب أرسلان: السلجوقي العظيم   | طغرل بك         | 2021            |
| الدائرة                       | باريش           | 2017            |
| قيامة أرطغرل                  | بايكو نويان     | 2015-2016 و2018 |
| الصندوق الأسود                | كاتب جونال      | 2015            |
| سيدتي الصغيرة                 | عمر             | 2011-2012       |
| الأوراق المتساقطة             | علي ساربر       | 2009-2010       |
| الأجنحة المنكسرة              | حليم            | 2006-2007       |
| نور                           | أمير            | 2005            |

### أفلام
| الفيلم               | الشخصية       | العام |
| -------------------- | ------------- | ----- |
| Pazarları Hiç Sevmem | علي           | 2011  |
| نادي الخاسرين        | ديفريم        | 2010  |
| يتنفس                | الملازم باريش | 2009  |
| باريس: عملية الكرز   |               | 2006  |